# Overwatch 2
Overwatch 2 — відеогра в жанрі багатокористувацького шутера від першої особи, розроблена Blizzard Entertainment та видана нею ж 4 жовтня 2022 року. Продовження Overwatch, що поширюється за моделлю free-to-play на Windows, PlayStation 4, PlayStation 5, Xbox One, Xbox Series X/S і Nintendo Switch.

## Ігровий процес
В Overwatch 2 гравці поділяються на дві команди по 5 учасників у кожній. Кожен персонаж у команді має унікальний набір навичок, що складається з активних, пасивних і ультимативних здібностей. Overwatch 2, як і попередня гра, головним чином зосереджена на боротьбі гравців проти гравців (PvP) у кількох різних режимах і на картах, а також включає в себе як звичайні, так і рейтингові змагання.
Гра створена з розрахунком на те, щоб матчі відбувалися швидше, ніж у Overwatch. Ролі персонажів стали більш виразними, а самі персонажі були візуально оновлені, щоб відобразити кілька років ігрового часу, що минуло з моменту подій першої гри. Overwatch 2 містить систему пінгування, щоб привернути увагу товаришів по команді до певних точок на карті.
У грі додано новий PvP-режим під назвою «Push», де команди змагаються за контроль над роботом, який штовхає корисний вантаж на територію тієї чи іншої команди. У грі наявні режими «гравець проти середовища» (PvE), що являють собою місії для чотирьох гравців проти неігрових персонажів. У цьому режимі гравці можуть збирати очки досвіду для свого героя та відкривати нові пасивні здібності, які називаються «талантами».
Overwatch 2 поширюється безкоштовно, на відміну від попередниці. Вона не використовує лутбокси, натомість у ній є платні «бойових пропуски», які пропонуються на сезонній основі та надають доступ до нових карт і героїв. Виконуючи завдання бойового пропуску, гравці винагороджуються косметичними предметами. У грі є внутрішньоігровий магазин, де гравці можуть безпосередньо купувати косметичні предмети для своїх героїв, не виконуючи для цього завдань. Для нових гравців (які не грали в Overwatch) передбачено унікальні внутрішньоігрові подарунки.
Для гри в Overwatch 2, незалежно від платформи, потрібен обліковий запис Battle.net з прив'язкою до телефонного номера. У Overwatch 2 передбачено перехресне прогресування, коли гравець має доступ до тих самих персонажів, статистики та нагород, незалежно від того, з якого пристрою зхаодить у гру.

## Сюжет
Сюжет нової гри розповість про події після загального збору, ініційованого Вінстоном. У трейлері гри була показана місія Вінстона, Трейсер та Мей у Парижі, на який напала армія роботів угруповання «Нуль-сектор». Згодом до трійці приєдналося ще кілька учасників організації Overwatch та Брігітта Ліндхольма. Наприкінці ролика Вінстон оголосив про поновлення діяльності Overwatch.

## Розробка
Анонс гри відбувся на BlizzCon 2019. У грі анонсувався спільний кооператив на 4-х гравців та новий режим для розрахованої на багато користувачів гри. Розробниками оголошено, що у Overwatch і Overwatch 2 буде один клієнт, при цьому перша частина отримає нову версію рушія і деякі нововведення сиквела, у тому числі і нові режими багатокористувацької гри.
Особлива увага була приділена тому, щоб не допустити сегментації аудиторії користувачів першої та другої частини: нові карти, режими та герої будуть спільними для всіх. Також було оголошено, що в Overwatch 2 будуть сюжетні кампанії, що розвивають історію ігрового всесвіту, а також можливість покращувати персонажів та їхні навички.
16 червня 2022 стало відомо, що гра буде умовно безкоштовною. Кожні два місяці починатиметься новий сезон, з яким додають елементи оформлення персонажів, а також нові персонажі. Карти для змагань додаватимуться впродовж сезону. На початку в Overwatch 2 не буде режиму PvE. Також у грі не буде лутбоксів, замість них запровадять покупки у внутрішньоігровому магазині та нагороди за участь у сезонних змаганнях. Overwatch 2 та її перший сезон стартують 3 жовтня 2022 року. Випуск режиму PvP відбувся 4 жовтня.

## Відгук
Overwatch 2 отримала "загалом схвальні" відгуки від критиків після виходу, згідно з агрегатором рецензій Metacritic.
Тайлер Колп з PC Gamer розкритикував роботу Blizzard над сиквелом, написавши, що гра "навмисно чи ні, намагається поховати свою попередницю заживо". Колп додав: "Оригінальна Overwatch все ще там, побита і зламана, але вага комерційних і конкурентних очікувань Blizzard продовжує накопичуватися".
Про ігрову динаміку гри 5v5, на відміну від динаміки 6v6 її попередниці, Саймон Карді з IGN написав: "вона повністю витягує Overwatch 2 із застійного мета-болота, в якому її попередниця опинилася за останні пару років, але також позбавляє себе частини блиску своєї задовільної командної гри". Карді також написав: "Якщо доречно запитати про Overwatch 2, чи є вона веселою грою, то відповідь зараз - так. Це все ще чудовий героїчний шутер, просто він, можливо, зараз не на піку своєї потужності".